# Gran Premio de los Países Bajos de Motociclismo de 1990
El Gran Premio de los Países Bajos de Motociclismo de 1990 fue la octava prueba de la temporada 1990 del Campeonato Mundial de Motociclismo. El Gran Premio se disputó el 30 de junio de 1990 en el circuito de Assen.

## Resultados 500cc
Con el retorno a la carrera de algunos de los pilotos que sufrieron alguna lesión como Eddie Lawson, Wayne Gardner y Christian Sarron, aumentó el n´mero de pilotos participantes. En todo caso, la victoria fue para el estadounidense Kevin Schwantz por delante de sus compatriotas Wayne Rainey e Eddie Lawson.
| Pos.     | Piloto               | Equipo                | Moto   | Tiempo     | Pts. |
| -------- | -------------------- | --------------------- | ------ | ---------- | ---- |
| 1        | Kevin Schwantz       | Lucky Strike Suzuki   | Suzuki | 43:35.097  | 20   |
| 2        | Wayne Rainey         | Marlboro Team Roberts | Yamaha | +0.636     | 17   |
| 3        | Eddie Lawson         | Marlboro Team Roberts | Yamaha | +25.450    | 15   |
| 4        | Mick Doohan          | Rothmans Honda Team   | Honda  | +44.799    | 13   |
| 5        | Niall Mackenzie      | Lucky Strike Suzuki   | Suzuki | +56.530    | 11   |
| 6        | Juan Garriga         | Ducados Yamaha        | Yamaha | +1:04.564  | 10   |
| 7        | Christian Sarron     | Sonauto Gauloises     | Yamaha | +1:06.152  | 9    |
| 8        | Pierfrancesco Chili  | Team ROC Elf La Cinq  | Honda  | +1:28.150  | 8    |
| 9        | Ron Haslam           | Cagiva Corse          | Cagiva | +1:43.893  | 7    |
| 10       | Alex Barros          | Cagiva Corse          | Cagiva | +1 Vuelta  | 6    |
| 11       | Jean Philippe Ruggia | Sonauto Gauloises     | Yamaha | +1 Vuelta  | 5    |
| 12       | Eddie Laycock        | Millar Racing         | Honda  | +1 Vuelta  | 4    |
| 13       | Cees Doorakkers      | HRK Motors            | Honda  | +1 Vuelta  | 3    |
| 14       | Marco Papa           | Team ROC Elf La Cinq  | Honda  | +1 Vuelta  | 2    |
| 15       | Karl Truchsess       |                       | Honda  | +2 Vueltas | 1    |
| 16       | Nicholas Schmassman  | Team Schmassman       | Honda  | +2 Vueltas |      |
| 17       | Eero Kuparinen       |                       | Honda  | +3 Vueltas |      |
| 18       | Randy Mamola         | Cagiva Corse          | Cagiva | +4 Vueltas |      |
| Ret      | Wayne Gardner        | Rothmans Honda Team   | Honda  | Ret        |      |
| Ret      | Norihiko Fujiwara    | Yamaha Motor Company  | Yamaha | Ret        |      |
| Ret      | Vittorio Scatola     | Team Elit             | Paton  | Ret        |      |
| Sources: |                      |                       |        |            |      |

## Resultados 250cc
En el cuarto de litro, el estadounidense John Kocinski seguía acumulando triunfos obteniendo el cuatro triunfo de la temporada y aumentando su ventaja a 22 puntos en la clasificación general respecto el español Carlos Cardús, que en esta carrera fue segundo.
| Pos. | Piloto               | Moto     | Tiempo    | Pts. |
| ---- | -------------------- | -------- | --------- | ---- |
| 1    | John Kocinski        | Yamaha   | 43.35.983 | 20   |
| 2    | Carlos Cardús        | Honda    | 43.36.959 | 17   |
| 3    | Wilco Zeelenberg     | Honda    | 43.41.596 | 15   |
| 4    | Masahiro Shimizu     | Honda    | 43.47.235 | 13   |
| 5    | Andreas Preining     | Honda    | 43.56.467 | 11   |
| 6    | Jochen Schmid        | Honda    | 43.58.257 | 10   |
| 7    | Didier de Radiguès   | Aprilia  | 43.58.583 | 9    |
| 8    | Martin Wimmer        | Aprilia  | 53.59.347 | 8    |
| 9    | Carlos Lavado        | Aprilia  | 44.13.287 | 7    |
| 10   | Alberto Puig         | Yamaha   | 44.36.662 | 6    |
| 11   | Marcellino Lucchi    | Aprilia  | 44.46.092 | 5    |
| 12   | Andrea Borgonovo     | Aprilia  | 44.47.527 | 4    |
| 13   | Harald Eckl          | Aprilia  | 44.48.025 | 3    |
| 14   | Jorge Martínez Aspar | JJ Cobas | 44.48.202 | 2    |
| 15   | Urs Jücker           | Yamaha   | 44.54.486 | 1    |
| 16   | Bernd Kassner        | Yamaha   | 45.13.467 |      |
| 17   | José Barresi         | Yamaha   | 45.13.551 |      |
| 18   | Paolo Casoli         | Yamaha   | 45.39.103 |      |
| 19   | Kevin Mitchell       | Yamaha   | 45.39.605 |      |
| 20   | Jean Foray           | Yamaha   | 45.40.181 |      |
| 21   | Rachel Nicotte       | Yamaha   | 1 Vuelta  |      |
| Ret  | Luca Cadalora        | Yamaha   | Ret       |      |
| Ret  | Bernard Haenggeli    | Aprilia  | Ret       |      |
| Ret  | Hans Becker          | Yamaha   | Ret       |      |
| Ret  | Jacques Cornu        | Honda    | Ret       |      |
| Ret  | Alain Bronec         | Aprilia  | Ret       |      |
| Ret  | Adrien Morillas      | Aprilia  | Ret       |      |
| Ret  | Corrado Catalano     | Aprilia  | Ret       |      |
| Ret  | Erich Neumair        | Yamaha   | Ret       |      |
| Ret  | Renzo Colleoni       | Aprilia  | Ret       |      |
| Ret  | Àlex Crivillé        | Yamaha   | Ret       |      |
| Ret  | Fausto Ricci         | Aprilia  | Ret       |      |
| Ret  | Loris Reggiani       | Aprilia  | Ret       |      |

## Resultados 125cc
El piloto italiano Doriano Romboni (Honda) logró la victoria en la carrera de 125 cc, tras una excelente actuación, apoyado en una máquina rapidísima, que le permitió escaparse en solitario de principio a fin.
| Pos. | Piloto               | Moto      | Tiempo    | Pts. |
| ---- | -------------------- | --------- | --------- | ---- |
| 1    | Doriano Romboni      | Honda     | 42.25.595 | 20   |
| 2    | Bruno Casanova       | Honda     | 42.36.728 | 17   |
| 3    | Adi Stadler          | JJ Cobas  | 42.36.986 | 15   |
| 4    | Gabriele Debbia      | Aprilia   | 42.37.206 | 13   |
| 5    | Jorge Martínez Aspar | JJ Cobas  | 42.37.215 | 11   |
| 6    | Stefan Prein         | Honda     | 42.37.552 | 10   |
| 7    | Heinz Lüthi          | Honda     | 42.37.888 | 9    |
| 8    | Fausto Gresini       | Honda     | 42.58.261 | 8    |
| 9    | Stefan Kurfiss       | Honda     | 43.04.441 | 7    |
| 10   | Alessandro Gramigni  | Aprilia   | 43.18.087 | 6    |
| 11   | Dirk Raudies         | Honda     | 43.24.710 | 5    |
| 12   | Maurizio Vitali      | Gazzaniga | 43.25.193 | 4    |
| 13   | Domenico Brigaglia   | Honda     | 43.25.555 | 3    |
| 14   | Robin Appleyard      | Honda     | 43.33.669 | 2    |
| 15   | Stuart Edwards       | Honda     | 43.33.870 | 1    |
| 16   | Hans Koopman         | Honda     | 43.33.941 |      |
| 17   | Manuel Hernández     | Honda     | 43.33.950 |      |
| 18   | Johnny Wickström     | JJ Cobas  | 43.34.354 |      |
| 19   | Antonio Sánchez      | JJ Cobas  | 43.34.360 |      |
| 20   | Jaime Mariano        | Casal     | 43.35.742 |      |
| 21   | Hisashi Unemoto      | Honda     | 43.45.013 |      |
| 22   | Alfred Waibel        | Honda     | 43.45.881 |      |
| 23   | Taru Rinne           | Honda     | 43.47.368 |      |
| 24   | Mike Leitner         | Honda     | 44.00.629 |      |
| 25   | Flemming Kistrup     | Honda     | 44.01.915 |      |
| Ret  | Hans Spaan           | Honda     | Ret       |      |
| Ret  | Steve Patrickson     | Honda     | Ret       |      |
| Ret  | Robin Milton         | Honda     | Ret       |      |
| Ret  | Peter Galvin         | Honda     | Ret       |      |
| Ret  | Hubert Abold         | Rotax     | Ret       |      |
| Ret  | Loris Capirossi      | Honda     | Ret       |      |
| Ret  | Ralf Waldmann        | Rotax     | Ret       |      |
| Ret  | Manuel Herreros      | JJ Cobas  | Ret       |      |
| Ret  | Peter Öttl           | Rotax     | Ret       |      |
| Ret  | Emilio Cuppini       | Honda     | Ret       |      |
| Ret  | Julián Miralles      | JJ Cobas  | Ret       |      |
| DNQ  | Jos van Dongen       | Honda     | DNQ       |      |
| DNQ  | Allan Scott          | Honda     | DNQ       |      |
| DNQ  | Stefan Dörflinger    | Aprilia   | DNQ       |      |
| DNQ  | Bert Smit            | Honda     | DNQ       |      |
| DNQ  | Josef Fischer        | Rotax     | DNQ       |      |
| DNQ  | José Sáez            | Honda     | DNQ       |      |
| DNQ  | Janez Pintar         | Honda     | DNQ       |      |
| DNQ  | Stefan Brägger       | Aprilia   | DNQ       |      |
| DNQ  | Mike Stief           | Rotax     | DNQ       |      |
| DNQ  | Zdravko Matulja      | Honda     | DNQ       |      |
| DNQ  | Jean-Claude Selini   | Honda     | DNQ       |      |
| DNQ  | Hervé Duffard        | Honda     | DNQ       |      |
| DNQ  | Javier Arumi         | Honda     | DNQ       |      |
| DNQ  | Paolo Priori         | Grossi    | DNQ       |      |
| DNQ  | Kris Galatowicz      | Honda     | DNQ       |      |